# Franz Conrad von Hötzendorf
Franz Conrad von Hötzendorf gróf (Franz Graf Conrad von Hötzendorf, korabeli magyar forrásokban gróf hötzendorfi Conrad Ferenc néven is), (Bécs, 1852. november 11. – Bad Mergentheim, 1925. augusztus 25.), osztrák katonatiszt, császári és királyi tábornagy, (k.u.k. Feldmarschall), 1906–1911, majd 1912−17 között az Osztrák–Magyar Monarchia haderejének vezérkari főnöke. 1878-tól báró (Freiherr), 1918-tól gróf.

## Élete

### Ifjúkora, családja
Franz Conrad 1852. november 11-én született Penzingben, amely ma Bécs 14. kerülete. Nagyapjának, aki császári főtisztviselő volt, I. Ferenc osztrák császár adományozott nemesi (bárói) rangot, még 1816-ban. A család ekkor vette föl a „von Hötzendorf” utónevet, a nagyanyai örökölt birtokjog (Palatinátus) helyneve után.
Édesapja, id. Franz Conrad von Hötzendorf báró, nyugalmazott császári-királyi huszárezredes (Hussarenoberst) volt, aki 1793-ban született a morvaországi Klobauk-ban (ma: Klobouk u Brna, Csehország), részt vett a napóleoni háborúkban, majd az 1848-as forradalom idején súlyosan megsebesült, eltörte medencecsontját, emiatt nyugállományba kellett vonulnia. Édesanyja, Barbara Conrad von Hötzendorf báróné, leánykori nevén Kübler, 1825-ben született, bécsi művészcsalád leányaként. A szülők házassága boldognak bizonyult, habár a feleség sokkal fiatalabb volt uránál. 1854-ben leányuk született, Barbara bárókisasszony, Franz húga.
Az elsőszülött Franz gyermekkorát szüleivel töltötte Bécsben. Előbb magántanárok oktatták három évig, majd nyilvános iskolába iratták. Anyja műszaki pályára szánta, de apja ragaszkodott ahhoz, hogy fia katonai pályára lépjen. Franz 1863-ban, tizenegy évesen sikeres felvételi vizsgát tett a hainburgi hadapródiskolába. Nagyon fiatalon lett kadét, kiváló katonai adottságaira hamarosan felfigyeltek. Gyorsan emelkedett a ranglétrán. Miután apja 1878-ban elhunyt, Franz örökölte a bárói címet. Tanulmányait édesanyja és húga támogatták.

### Katonai karrierje
1863–1867-ig a hainburgi hadapródiskola, majd 1867–1871-ig a bécsújhelyi Mária Terézia Katonai Akadémia (Theresianische Militärakademie) hallgatója volt, ezt kiváló eredménnyel elvégezte, és alhadnagyi rangban a St. Pölten-i 11. tábori vadászzászlóaljhoz (Feldjägerbatallion) került. 1874-től a vezérkari tiszteket képző Hadiiskolára (Kriegsschule) küldték, ezt kimagasló minősítéssel végezte el. 1876-ban hadnagyi rangban a kassai 6. lovassági dandár törzskarához osztották be. 1877-ben főhadnaggyá léptették elő.
1878–79-ben a 4. gyaloghadosztályban részt vett Bosznia-Hercegovina elfoglalását eredményező hadjáratban (az „okkupációban”). Századossá léptették elő. Részt vett az 1882-es dél-dalmáciai felkelések leverésében is.
1883-ban Galíciában szolgált, mint a lembergi gyaloghadosztály törzskarának főnöke, itt megismerkedhetett az Oroszországgal megvívandó jövendő háború színterével.
1887-ben vezérkari őrnaggyá léptették elő. 1888–1892 között a vezérkari Hadiiskolán (Kriegsschule) tanított taktikai ismereteket. Szakkönyvet is írt a taktikáról („Zum Studium der Taktik”).
1890-ben vezérkari ezredessé léptették elő. 1892-ben csapatszolgálatra osztották be az olmützi 93. gyalogezredhez (ma: Olomouc, Csehország). 1895-ben kinevezték a troppaui 1. gyalogezred parancsnokává. 1895–1899 között Conrad az 1. Kaiser gyalogezred parancsnokaként ténykedett Krakkóban.
1899-ben kinevezték az trieszti 55. gyalogdandár parancsnokává, itt 1900-ban tábornoki (vezérőrnagyi) rangot kapott. 1903-ban altábornaggyá (Feldmarschalleutnant) léptették elő, és a bozeni (ma: Bolzano, Dél-Tirol) 8. gyaloghadosztály parancsnokává nevezték ki, e beosztásban szolgált 1906-ig, vezérkari főnökké való kinevezéséig.
A Tirolban települt hadosztály parancsnokaként Conrad elsősorban az Olaszország elleni háborúra készült. Hevesen pártolta az Olaszország és Szerbia elleni preventív (megelőző) háborút, azzal a szándékkal, hogy kivezesse a dunai monarchiát abból az alárendelt szerepből, amelybe az európai hatalmak politikai és hatalmi játszmáinak következtében került.
Bár Conrad altábornagy 1905-re már igen magas parancsnoki beosztást ért el az osztrák-magyar hadseregben, pályája további alakulását döntően befolyásolta, hogy Ferenc Ferdinánd főherceg trónörökös felfigyelt parancsnoki ténykedésére, egy Dél-Tirolban szervezett hadgyakorlat alkalmával. Conrad tábornokot a hadseregben úgy ismerték, mint operatív módon gondolkodó parancsnokot. Modern harci kiképzési módszereket alkalmazott, az éles körülményekhez hasonló körülmények között. A trónörökös, aki Conradhoz hasonlóan, erőssé és ütőképessé akarta fejleszteni a hadsereget, rábeszélte nagybátyját, Ferenc József császárt, hogy bocsássa el a haderő vezérkari főnökét, az idős Friedrich von Beck-Rzikowsky grófot, és helyére ne annak helyettesét, Oskar Potiorek altábornagyot, hanem saját jelöltjét, Franz Conrad von Hötzendorfot nevezze ki. Ez 1906. november 18-án meg is történt.

### Házasságai, gyermekei
1886-ban Franz Conrad feleségül vette Wilhemine le Beau-t, aki 1905-ben hunyt el, amikor Franz Conrad innsbruckban egy gyaloghadosztályt parancsnokolt. Házasságukból négy fiú született. Kurt, a legidősebb, 1918 januárjában halt meg Davosban (Svájc), túlerőltetés miatt, amelyet a romániai hadjáratban szenvedett el. Második fia megsebesült Przemyśl védelmében. Harmadik fia, Herbert harcban esett el az orosz fronton, Rava-Ruszkánál.
A megözvegyült Franz Conrad 1915-ben, gyermekei ellenkezését figyelmen kívül hagyva, feleségül vett egy olasz nőt, született Virginia Agujarit. Gina egy gráci iparmágnás felesége volt, férjezett neve Virginia von Reininghaus volt. Franz Conrad először egy hivatalos út alkalmával Triesztben találkozott vele, később viszontlátta őt Bécsben is. Beleszeretett az asszonyba. Gina házasságának felbontása a katolikus Osztrák–Magyar Monarchiában súlyos akadályokba ütközött. Még az idős Ferenc József császárnak is foglalkoznia kellett ezzel a problémával. Franz Conrad áttérhetett volna református vallásra, de mint ateista és szabadgondolkodó elutasította ezt a lehetőséget. Felvehette volna a magyar állampolgárságot is, ahogy sok osztrák tiszt megtette, mert a magyarországi házasságjog egyszerűbb volt az osztráknál. Franz Conrad ezt is visszautasította. Végül az a megoldás született, hogy Ginát egy magyar főtiszt, Szigetvári Kárász Ernő (Ernst Karasz von Szigetvar) altábornagy fogadta örökbe, így az asszony Virginia Agujari-Karasz néven a magyar törvények hatálya alá került.
Conrad második házasságát általános elutasítás fogadta. A házaspár az AOK (Armee-Oberkommando, Haderő-Főparancsnokság) székhelyén, a sziléziai Teschenben lakott (ma: Cieszyn és Český Těšín, a lengyel-cseh határon). Izabella főhercegné, Frigyes főhercegnek, a hadsereg főparancsnokának felesége egyszerűen keresztülnézett Conrad feleségén. Falkenhayn tábornok, a német császári hadsereg vezérkari főnöke, Conrad kollégája rosszindulatú, gúnyos megjegyzéseket tett a telefonba az AOK-hoz beosztott August von Cramon német vezérőrnagynak az 55 éves „ifjú vőlegényről”. Zita császárné úgy nyilatkozott, hogy ő nem ismer semmiféle von Conrad bárónét, csak Frau Reininghaus asszonyt.

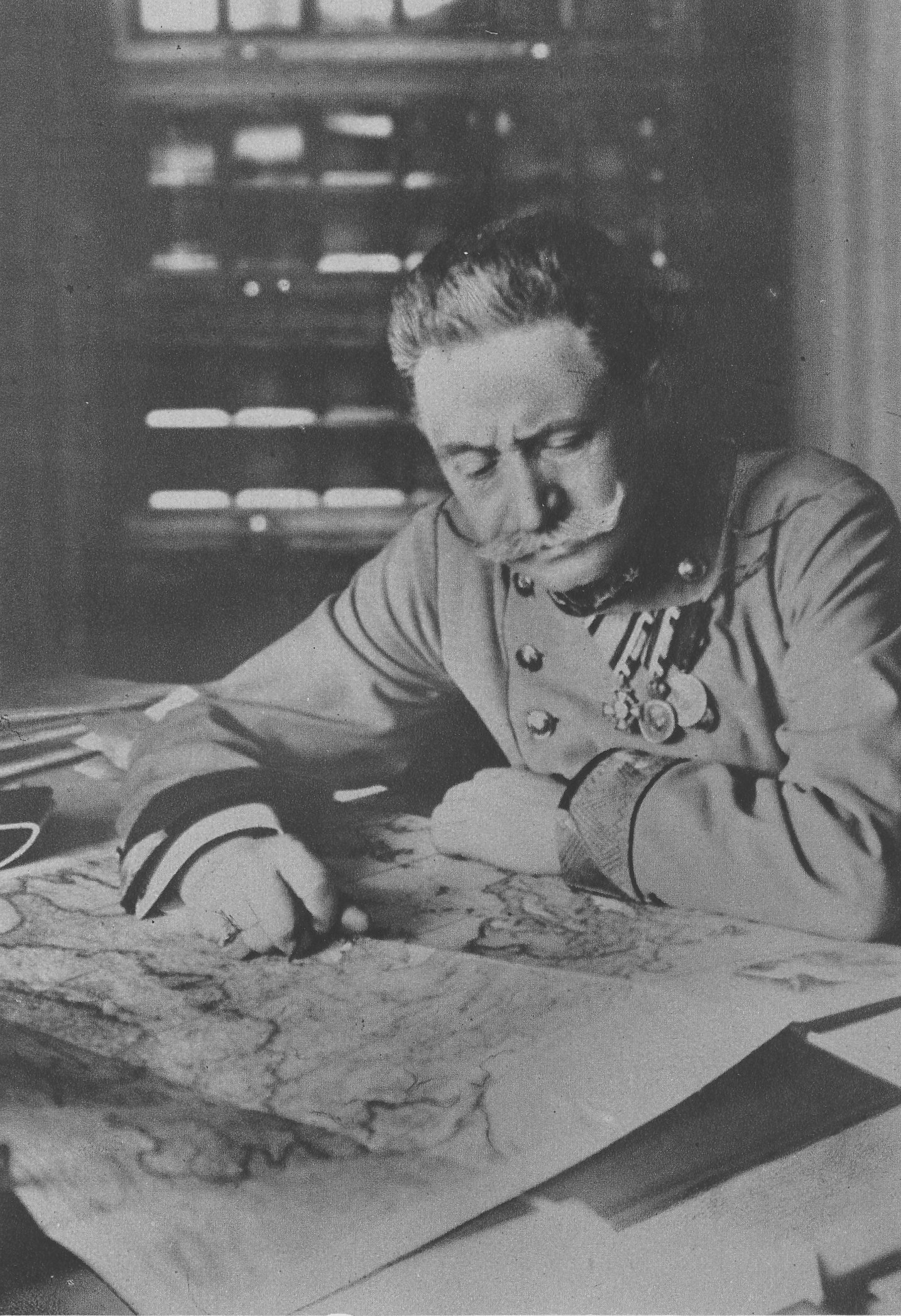
Conrad von Hötzendorf vezérezredes, vezérkari főnök

### Az Osztrák–Magyar Monarchia vezérkari főnökeként
Conrad erősen konzervatív politikai nézeteket vallott. Bizalmatlanul tekintett Szerbia és Olaszország terjeszkedési szándékaira, és preventív háború megindítását sürgette mindkét ország ellen. Olaszország irányában tett dühödten agresszív megnyilvánulásai súlyos ellentétben álltak a külügyminiszter, Aehrenthal gróf politikájával.
1908. november 1-jén táborszernaggyá (Feldzeugmeister), majd november 15-én gyalogsági tábornokká (General der Infanterie) léptették elő (a két rendfokozat azonos – háromcsillagos – tábornoki fokozatot jelent, Conradot így átsorolták egy másik fegyvernemi tábornokká). Amikor a császári és királyi hadsereg az olasz határ közelében végzett hadgyakorlatokat, Conrad sürgette az idős császárt, hogy indítson preventív háborút Ausztria ősi ellensége („Erzfeind”), Olaszország ellen. A kortársak feljegyezték, hogy Ferenc József császár azt mondta Conradnak: „Ausztria még sohasem kezdett háborút”. Conrad erre ezt válaszolta: „Sajnos nem, Felség”. 1911-ben Conradot átmenetileg le is váltották a vezérkari főnökségről. Az 1906-ban mellőzött Oskar Potiorek táborszernagy minden követ megmozgatott, hogy ő legyen Conrad utódja, a császár azonban Blasius Schemua altábornagyot nevezte ki. 1912. december 12-én, a balkáni politikai zűrzavar és a Balkán-háborúk nehézségei miatt Ferenc József ismét Conradot nevezte ki a haderő vezérkari főnökévé.
Conrad ebben a pozícióban a Monarchia egyik legnagyobb hatalmú személyisége lett, és maradt egészen elmozdításáig, 1917-ig. Fáradhatatlanul dolgozott a hadsereg erősítésén, felszerelésének és szervezetének modernizálásán. Egyfajta szociáldarwinista világnézetet vallott, elkerülhetetlennek tartotta a germán és a szláv civilizációk összecsapását. Nagyon zavarta őt a magyar elit hatalma a Monarchia vezetésében, törekedett ennek gyengítésére, mert a német népelem dominanciáját tartotta kívánatosnak a birodalomban (hasonlóan Ferenc Ferdinánd trónörökös nézeteihez). Conrad szerint a magyarok különállása és befolyása gyengítette az összbirodalmat. Legnagyobb ambíciója a Szerbia elleni preventív háború volt. Szerbia megszállásával és a Birodalomhoz csatolásával egyszerre két célt akart elérni: egyfelől kikapcsolni az Oroszország által támogatott szerb nacionalista fenyegetést, másfelől a birodalmon belül meggyengíteni a magyarok hatalmát, a megnövelt szláv népesség révén. Conrad von Hötzendorf a Szerbia elleni preventív háborút először 1906-ban javasolta a császárnak, azután 1908–1909-ben, 1912–1913-ban, majd 1913 októberében, 1914 májusában. 1913. január 1-je és 1914. január 1-je között huszonöt alkalommal indítványozta a szerb háborút (Hew Strachan feljegyzése nyomán).
Conrad két haditervet dolgozott ki egy esetleges keleti háború esetére: Ha az Orosz Birodalom semleges marad, a Monarchia fő erői Szerbia ellen nyomulnak, de ha Oroszország belép a háborúba, a Monarchia erre a frontra összpontosítja erőit.

### Az első világháborúban
Amikor Ferenc Ferdinánd trónörököst és feleségét 1914. június 28-án Szarajevóban egy szerb nacionalista merénylő meggyilkolta, Conrad von Hötzendorf erőteljesen követelte a preventív (megelőző) háború megindítását a merénylet fő támogatója, a Szerb Királyság ellen. A július 28-i hadüzenetet követően a császári és királyi haderőt Szerbia elleni támadáshoz vonultatta fel. Amikor azonban Oroszország is belépett a háborúba, a Monarchia csapatainak nagy részét Galíciába kellett áthelyeznie, az orosz támadás kivédésére. Ennek következtében Conrad terve, Szerbia azonnali lerohanása kudarcot vallott, az ellenséges déli szomszédot csak 1915 végére, német és bolgár segítséggel sikerült véglegesen legyűrni.
1914-ben az orosz fronton a Monarchia offenzíváit sorra visszaverték. Conrad kiváló stratégiát alkalmazott, de az osztrák-magyar haderő nagysága elégtelen volt Oroszország legyőzéséhez. Az orosz hadsereg erejét jelentősen alábecsülték, nem utolsósorban az áruló Redl ezredes tevékenysége következtében. A Monarchia haderejét, már a háború első évében is csak az erőteljes német támogatás mentette meg az összeomlástól. 1914 decemberében a Limanowa–Łapanow-i csatában sikerült megállítani az orosz gőzhengert. Conradot 1915. június 23-án vezérezredessé (Generaloberst) léptették elő.
1915 szeptemberében a központi hatalmak sikeres Gorlice-Tarnów-i áttörése, amelyet Conrad stratégiai tervei szerint, a németekkel közösen hajtottak végre, az orosz front teljes összeomlását hozta. Egyes kutatók szerint ez a katonai győzelem hosszabb távon – más tényezők mellett – jelentősen hozzájárult a cárizmus rendszerének 1917-es összeomlásához. A Conrad tervei alapján ténykedő császári és királyi haderőnek, a német csapatok segítségével 1915 végére sikerült Galíciát visszafoglalni, az olasz frontot stabilizálni, Szerbiát, Montenegrót megszállni. Ugyancsak német segítséggel sikerült az 1916-ban a Monarchia ellen háborúba lépő Romániát legyőzni, és teljes területét elfoglalni. A támogatás fejében azonban a Monarchia hadseregének vezetése fokozatosan elveszítette önállóságát és a német vezérkar irányítása alá került.
Az Isonzó-hadsereg 1916-os sikeres védelmi harcai és ellenoffenzívái (lásd: Isonzói csaták) közel hozták a sikert, de az orosz fronton fenyegető támadás (a Bruszilov-offenzíva) miatt Conradnak csapatokat kellett elvonnia, a győzelem esélye ismét elveszett. A Ferenc József halála után, 1916. november 21-én új uralkodó, I. Károly császár (IV. Károly néven magyar király) lépett trónra, aki fő céljának a háborúból való kikeveredést tartotta, és titkos tárgyalásokat kezdeményezett az antanttal egy különbéke érdekében. Conrad agresszivitása ezzel éles ellentétben állt. A katonai és politikai nézeteltérés súlyos személyi ellentéthez vezetett. Conrad vezérezredest Frigyes főhercegnek, a haderő főparancsnokának névleges alárendeltségébe helyezték, bár 1916. november 25-én tábornaggyá (Feldmarschall) léptették elő.
1917. március 1-jén a császár leváltotta őt a vezérkari főnöki tisztségről, bár kitüntette a Katonai Mária Terézia-rend Nagykeresztjével. Utódja Arz Artúr báró, gyalogsági tábornok lett, aki 1916-ban az I. hadsereg parancsnokaként Erdély sikeres védelmét irányította a betörő románokkal szemben. Conrad tábornagy átvette a délnyugati front parancsnokságát, és az olaszok ellen harcoló tiroli hadseregcsoportot (Heeresgruppe) irányította 1918 nyaráig. 1918-ban grófi rangra emelték, és a császári testőrség parancsnokává nevezték ki. De ez már katonai karrierjének végét jelentette. 1918 júliusában lemondott tisztségéről.

### Visszavonulása, utolsó évei
A háború után Conrad visszavonult. Családi élete boldog volt, katonai hivatásában kevésbé. Az igen tehetséges katonát nem kísérte a hadiszerencse. Kudarcainak fő oka az volt, hogy mindig kíméletlen katonai megoldásokra törekedett, figyelmen kívül hagyva az emberi tényezőket és a világháborút megelőző politikai realitásokat. Az elvesztett háborúval együtt széthullott az Osztrák–Magyar Monarchia, összeomlott saját világa is.
Innsbruckban telepedett le, és saját erejéből kívánta magát fenntartani. Több kiadó is ösztökélte, hogy írja le az eseményeket, ahogy ő maga látta. Elkezdte megírni emlékiratait. 1921–25 között megjelent a „Szolgálati időm” („Aus meiner Dienstzeit 1906–18”) első 5 kötete az 1905–1914 közötti évekről. 1925-ben kiadták a „Pályám kezdete” („Mein Anfang 1878–82”) c. művét is.
A „Szolgálati időm” további köteteit azonban már nem tudta befejezni. 1924-ben súlyosan megbetegedett, epehólyag-gyulladást és sárgaságot kapott. A felső-ausztriai Steyr kórházában, majd a baden-württembergi Bad Mergentheim gyógyfürdőiben kezelték. Itt halt meg 1925. augusztus 25-én.

## Politikai, katonai működésének értékelése
Conrad tevékenységét szociáldarwinista gondolkodásmódja határozta meg. Eszerint a világban mindent a túlélésért folytatott harc határoz meg, az egyének sorsa nem számít, egész nemzetek küzdenek egymással a puszta létezésükért, létezésük célja a verseny, a harc az erőforrások birtoklásáért. Ez a „darwinisztikus” felfogás imperialista beállítottságot eredményezett. Conrad harciasan képviselte azt a nézetet, hogy a gyengéknek az erősebbek általi elnyomása, alávetése a természet rendje szerint való.
Szerbia, Montenegró és egész Lengyelország tervezett bekebelezése (annexiója) révén az addig zárt nemzetállami területükön élő népek az Osztrák–Magyar Monarchián keretein belülre kerültek volna. Nemzeti törekvéseiket a Birodalom által engedélyezett kereteken és lehetőségen belül kellett volna megvalósítaniuk. Conrad magasan szárnyaló tervei azonban nem álltak összhangban a rendelkezésre álló eszközökkel. Monarchia katonai ereje sohasem volt elegendő Conrad messzenéző balkáni terveinek kierőszakolásához.
Imperialista gondolkodásmódja következtében Conradot ugyanazon az úton haladt, amelyet Metternich kancellár már 100 évvel korábban kijelölt. Conrad számára is csak az „államrezon” (azaz az összbirodalmi érdek) volt az egyedüli mértékadó szempont, a birodalom nemzeteinek saját akarata nem volt az. Conrad, akárcsak Metternich, nem társadalmi, gazdasági vagy gyarmati problémákat akart megoldani, a terjeszkedéssel egyedül az állam hatalmát akarta tovább erősíteni.
Conrad, sok kortársához hasonlóan nem fogta fel, hogy más országok bekebelezése, az érintett népek akarata ellenére, éppen akkor, amikor a korszellem a nemzeti önrendelkezésről szólt, nem erősíti, hanem éppen ellenkezőleg, gyengíti a birodalmi államhatalmat. Teljes mértékben Ausztria-központú gondolkodása miatt nem mérhette fel a nemzeti függetlenségükért küzdő, szélsőségesen nacionalista balkáni népekben ébredő ellenszenv következményeit.
Conrad von Hötzendorf gyakran javasolt nagyszabású haditerveket, melyeknek megvalósítása irreális lett volna. Gyakran hagyta figyelmen kívül a terep és az időjárás okozta gyakorlati nehézségeket. Az általa felvázolt haditervek sokszor alábecsülték az ellenség erejét, így például a szerb haderő sokkal hatékonyabban működött, mint amire Conrad számított. Figyelemre méltó, hogy az olasz fronton végrehajtott offenzívái kevés eredményt hoztak, hatalmas saját emberveszteségek mellett. E tévedések következményei az első háborús évben katasztrofálisan meggyengítették az Osztrák–Magyar Monarchia hadseregének ütőképességét. Ausztria-Magyarország hadi sikereinek nagy részét csak masszív német támogatással tudta elérni, ami a saját hadvezetést egyre növekvő mértékben kiszolgáltatta és alárendelte a német vezérkarnak.
Másfelől brit történészek egy része (így például Cyril Falls) úgy látja, hogy Conrad von Hötzendorf tábornagy az első világháború legjobb stratégájának tekinthető. Kiváló haditerveket alkotott, a keleti front legtöbb sikeres német offenzívájának tervét Hötzendorf dolgozta ki. Sok kutató és teoretikus, mint például Borisz Mihajlovics Saposnyikov, a szovjet Vörös Hadsereg vezérkari főnöke Franz Conrad von Hötzendorfot a katonai tervezés igazi katonai géniuszának tekinti.

## Művei
- Mannschafts-Menage und Offiziers-Mittagstisch (Csapatellátmány és tiszti ebéd), megjelent a Organ der militärwissenschaftlichen Vereine (Katonai tudományos egyesületek folyóiratában), 1876, 12. szám
- Einiges über den südherzegowinischen Karst in militärischer Hinsicht (Katonai szemszögből a hercegovinai karsztvidékről), megjelent ugyanott, 1882, 24. szám
- Über militär-geographische Behelfe (Katonai-földrajzi eszközökről), megjelent ugyanott 1883, 26. szám
- Zum Studium der Taktik, zwei Teile: 1. Einleitung und Infanterie, 2. Artillerie-Kavallerie-Vom Gefecht-Sicherungs- und Aufklärungsdienst (Taktikai tanulmányok, két részben: 1. Bevezetés és gyalogság, 2. Tüzérség és lovasság; a harcbiztosítási és felderítő szolgálat.), Bécs, 1891
- 69 landschaftliche Skizzen von Teilen der Gefechtsfelder von Weißenburg, Wörth, Spichern, Vionville, Gravelotte, Plevna, G.Dubnik, Polis, Lovca, Sipka, Slivnika, Nach der Natur gezeichnet (69 terepvázlat különféle csataterkről, természet után felvéve).
- Taktik Aufgaben (Taktikai feladatok), 1–3. füzetek, Bécs, 1892–1896
- Vorgang beim Studium unserer taktischen Reglements (Taktikai szabályzatunk tanulmányozásakor követendő eljárások), Bécs, 1895
- Die Gefechtsausbildung der Infanterie (A gyalogság harci kiképzése), Bécs, 1900
  -  A gyalogság harczkiképzése; ford. Orbán Ferenc; Benkő, Bp., 1908
- Infanteristische Fragen und die Erscheinungen des Boerenkrieges (Gyalogsági kérdések és a búr háború eseményei), Bécs, 1903
- Meine Rolle vor dem Kriege (Szerepem a háború előtt), megjelent: Danzers Armeezeitung, 1919. január 24-i szám, és (azonos címmel) Neue Freie Presse, 1921. január 1-jén
- Die Kämpfe der 3. Armee im August 1914 (A 3. Hadsereg harcai 1914 augusztusában), megjelent: Neue Freie Presse, 1919. június 29-én
- Feldherrnkust und Aufmarschtechnik; Oberst Straubs Verdienste (Hadvezetés és felvonulási módok; Straub ezredes érdemeiről) megjelent: Reichspost, 1919. július 13.
- Meine Stellung zur früheren Kaiserin Zita (Álláspontom Zita korábbi császárnéról), megjelent: Neue Freie Presse, 1919. július 25-én
- Feldmarschalleutnant Josef Metzger (J.M. altábornagy), megjelent Neue Freie Presse, 1921. augusztus 2-án
- Über die Entscheidungstage im Juli 1914 (Az 1914. júniusi döntő napok), megjelent Neue Freie Presse, 1923. november 15-én
- Gegen die Kriegsschuldlüge (A háborús felelősségről szóló hazugság), megjelent Reichspost, 1924. február 22-én
- Aus meiner Dienstzeit 1906–1918 (Szolgálati időmről, 1906–1918), 5 kötet szöveg, 2 kötet melléklet, Berlin, 1921–1925

1. kötet: 1906-1909 Die Zeit der Annexionen (Az bekebelezések időszaka)
2. kötet: Die Zeit des lybischen Krieges und des Balkankrieges bis Ende 1912 (A líbiai háború és a Balkán-háborúk, 1913 végéig)
3. kötet: 1913 und erstes Halbjahr 1914: Ausgang des Balkankrieges und die Zeit bis zum Fürstenmord in Sarajevo (1913 és az 1914-es év első fele: A Balkán-háborúk vége, a főherceg szarajevói meggyilkolásáig)
4. kötet: 24.Juni 1914 bis 30.September 1914: Die politischen und militärischen Vorgänge vom Fürstenmord in Sarajevo bis zum Abschluß der ersten und bis zum Beginn der zweiten Offensive gegen Serbien und Rußland (1914. június 24-étől szeptember 30-áig: Politikai és katonai események a főherceg szarajevói meggyilkolásától a Szerbia és Oroszország elleni első offenzíva lezárásáig és a második offenzíva kezdetéig)
5. kötet: Oktober-November-Dezember 1914. Die Kriegsereignisse und die politischen Vorgänge dieser Zeit (1914. október–november: Hadi- és politikai események ebben az időszakban)
- Mein Anfang. Kriegserinnerungen aus der Jugendzeit 1878-1882 (Pályám kezdete. Háborús visszaemlékezések 1878–1882-ből), Berlin, 1925

## Színdarab, dokumentumfilm
- The Guns of August, angol-amerikai dokumentumfilm, 1964, Arthur Tourtellot és Barbara Tuchman könyve nyomán, rendezte Nathan Kroll
- Karl Kraus: Az emberiség végnapjai (Die letzten Tage der Menschheit) c. tragédiája, 1.felvonás, 24. jelenet: Conrad alakjának irodalmi feldolgozása